# Potmonjärvi
Potmonjärvi är en sjö i kommunen Kannonkoski i landskapet Mellersta Finland i Finland. Den är 4 meter djup. Arean är 35 hektar och strandlinjen är 4 kilometer lång. Sjön  ingår i Kymmene älvs huvudavrinningsområde.   Den ligger omkring 82 kilometer norr om Jyväskylä och omkring 310 kilometer norr om Helsingfors. 
I sjön finns ön Potmonsaari. 